# Bộ Lục quân Hoa Kỳ
Bộ Lục quân Hoa Kỳ (Department of the Army) là một trong ba bộ quân chủng nằm dưới quyền của Bộ Quốc phòng Hoa Kỳ. Bộ do Bộ trưởng Lục quân Hoa Kỳ, một viên chức dân sự lãnh đạo, có trách nhiệm điều hành các công việc hành chính (không tác chiến) cho Lục quân Hoa Kỳ.
Bộ Lục quân được thành lập năm 1789 với tên gọi là Bộ Chiến tranh Hoa Kỳ và được đổi tên thành Bộ Lục quân Hoa Kỳ vào ngày 18 tháng 9 năm 1947.
Sĩ quan cao cấp nhất của bộ là Tham mưu trưởng Lục quân Hoa Kỳ.

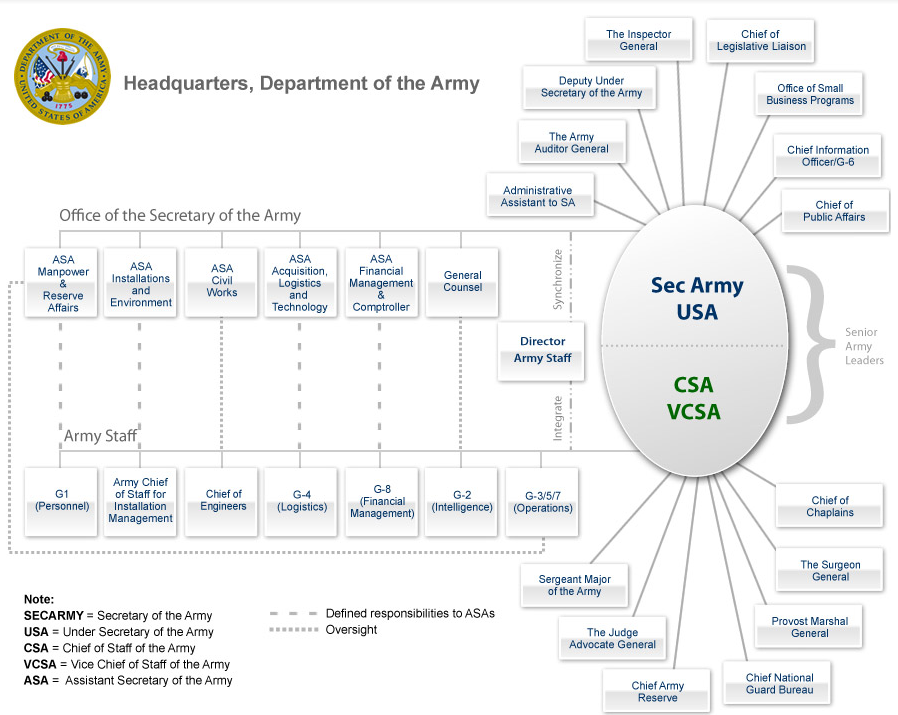
Sơ đồ tóm lược tổ chức Tổng hành dinh Bộ Lục quân Hoa Kỳ tính đến năm 2010